# Ени-Дашкенд
Ени-Дашкенд (азерб. Yeni Daşkənd — букв. «Новый Дашкенд») — село в Бардинском районе Азербайджана. Находится в Равнинном Карабахе.
Численность населения — 2586 человек.

## География
Расстояние до районного центра — 10 км.

## История
Населённый пункт основан в 1953 году вынужденными переселенцами из села Дашкенд.

## Инфраструктура
В селе есть средние школы, детский сад, клуб и кинотеатр.